# Porozumienie jednostek samorządu terytorialnego
Porozumienie jednostek samorządu terytorialnego to szczególny rodzaj porozumienia administracyjnego, zawarty między organami  jednostek samorządu terytorialnego, odpowiednio:
- porozumienie międzygminne,
- porozumienie powiatów,
- porozumienie powiatowo-gminne,
- porozumienie województw,
- porozumienie wojewódzko-powiatowe, wojewódzko-powiatowo-gminne i wojewódzko-gminne,

które polega na powierzeniu zadań bezpośrednio (bez tworzenia dedykowanej osoby prawnej) odpowiednio przez: 
- gminę - innej gminie albo właściwemu powiatowi lub województwu,
- powiat - wchodzącej w jego skład gminie, innemu powiatowi lub miastu na prawach powiatu albo właściwemu województwu,
- miasto na prawach powiatu - innej gminie lub powiatowi albo właściwemu województwu,
- województwo - innemu województwu albo wchodzącemu w jego skład powiatowi lub gminie[1].

Szczegółowe zasady tworzenia porozumień zawierają: rozdział 7. Związki i porozumienia międzygminne (art. 64-73a)  ustawy o samorządzie gminnym, rozdział 7. Związki powiatów i związki powiatowo-gminne oraz stowarzyszenia i porozumienia powiatów ustawy o samorządzie powiatowym oraz art. 8. ustawy o samorządzie województwa.